# デビッド・アダムズ
デビッド・ディクシー・アダムズ（David Dixie Adams, 1970年1月5日 - ）は、南アフリカ共和国・ダーバン出身の男子プロテニス選手。ダブルスのスペシャリストとして活動し、1999年全豪オープンと2000年全仏オープンの混合ダブルスでマリアン・デスウォートとペアを組んで優勝した選手である。ATPツアーでダブルス19勝を挙げた。

## 来歴
アダムズは普段からダブルスのみに活動を絞り、4大大会のシングルス出場は1996年全豪オープンの1回だけである。1回戦でカロル・クチェラに 5-7, 0-6, 0-6 で敗れている。
1992年全仏オープン男子ダブルスでロシアのアンドレイ・オルホフスキーとペアを組み決勝に進出した。決勝ではヤコブ・ラセク＆マルク・ロセ組に 6–7, 7–6, 5–7 で敗れ準優勝となった。オルホフスキーとのペアで1993年全米オープンと1994年全仏オープンでもベスト4に進出している。
混合ダブルスでは同じ南アフリカのマリアン・デスウォートとペアを組み1999年全豪オープンで決勝に進出した。決勝ではマックス・ミルヌイ＆セリーナ・ウィリアムズ組を 6–4, 4–6, 7–6(5) で破り優勝した。2000年全仏オープンでも決勝でトッド・ウッドブリッジ＆レネ・スタブス組を 6–3, 3–6, 6–3 で破り優勝している。
2000年シドニーオリンピックに南アフリカ代表として出場した。ジョン＝ラフニー・デ・ヤーガーと組んだ男子ダブルス準決勝でカナダのダニエル・ネスター＆セバスチャン・ラルー組に 1-6, 2-6 で敗れ、3位決定戦でもスペインのアレックス・コレチャ＆アルベルト・コスタ組に 6-2, 4-6, 3-6 で敗れ4位となり銅メダルを逃した。
アダムズは2003年に現役を引退した。